# Jacob van Foreest (1556-1624)

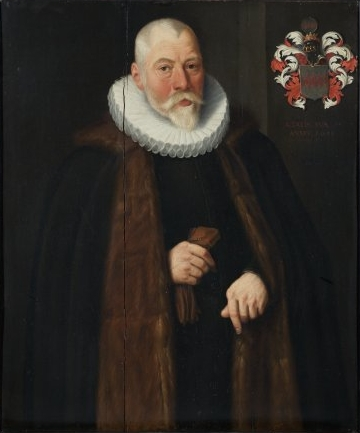
Jacob van Foreest (1611)

Jacob van Foreest (Alkmaar, 18 december 1556 - aldaar, 26 juni 1624) was raad in de  vroedschap van Alkmaar en secretaris van de Gecommitteerde Raden van Holland in het Noorderkwartier.
Jacob van Foreest werd geboren als zoon uit het eerste huwelijk van Dirk van Foreest, met Margriet Nanningsdochter. Op 30 juni 1585 trouwde hij te Egmond-Binnen met Maria van Egmond van Nijenburch (1558-1632), dochter van Adriaen van Egmond van Nijenburg en Adriana Pietersdr. Zij kregen een zoon Jan, die zijn vader zou opvolgen als bestuurder van het Noorderkwartier.
Op 5 oktober 1584 wordt Jacob van Foreest voor het leven aangesteld als secretaris van het College van Gecommitteerde Raden van West-Friesland. Deze aanstelling gebeurde op voordracht van magistraten en gedeputeerden van de zeven belanghebbende steden. Als Alkmaarder was Jacob van Foreest waarschijnlijk in het voordeel bij de aanstellingsprocedure: de “grote” steden Hoorn en Enkhuizen misgunden elkaar de eer, en de “kleine” steden Edam, Medemblik, Monnickendam en Purmerend hadden weinig in te brengen. Ook zal Jacob van Foreest steun hebben gehad van zijn invloedrijke (schoon)familie. Zo waren zijn oom Nanning van Foreest en de neef van zijn vrouw, Dirk van Egmond van der Nijenburgh (geboren 1537-1596) raadsheren van de Hoge Raad van Holland, Zeeland en West-Friesland. Zijn recent overleden oom Jan van Foreest was lid van het College van Gecommitteerde Raden van West-Friesland.
In de functie van secretaris was Jacob van Foreest hoofdverantwoordelijk voor het dagelijks bestuur van het Noorderkwartier. Daarnaast was de secretaris als Commies der Finantie verantwoordelijk voor de dagelijkse werkzaamheden van de Rekenkamer van het Noorderkwartier. Het College had ook bevoegdheden in marinezaken tot 1586, het jaar waarin de Admiraliteit van het Noorderkwartier werd opgericht bij resolutie van de Staten-Generaal.
Omdat het College zetelde in Hoorn, woonde Jacob van Foreest een groot deel van zijn leven in Hoorn. Zijn kinderen zijn daar geboren en gingen daar naar school. Maar hij heeft ook altijd zijn belangen in Alkmaar en omgeving gehouden. Hij overleed in 1624 en werd in de Grote Kerk te Alkmaar begraven.
Jacob van Foreest legde de basis voor het monopolie dat de familie van Foreest gedurende 133 jaar zou hebben op het ambt van secretaris van het College. Iedere keer werd dezelfde procedure toegepast: de zoon werd eerst aangesteld als tweede secretaris, zodat hij zijn vader automatische opvolgde na diens overlijden. Zoon Jan volgde zijn vader na diens dood in 1624 op. Daarna zou het ambt nog worden bekleed door zijn kleinzoon Dirk, achterkleinzoon Jacob en achter-achterkleinzoon Dirk.